# Johann Christoph Friedrich Bach
Johann Christoph Friedrich Bach, také zvaný „bückeburský Bach“ (21. června 1732 Lipsko – 28. ledna 1795 Bückeburg) byl německý skladatel a kapelník, devátý syn Johanna Sebastiana Bacha. Ve své době byl oceňován jako mimořádný varhanní virtuóz.

## Život
Johann Christoph Friedrich Bach byl jedním ze čtyř synů Johanna Sebastiana Bacha, kteří se věnovali hudbě. Byl druhým nejstarším ze tří synů, které měl J. S. Bach se svou druhou ženou Annou Magdalenou a kteří se dožili dospělosti. Zbývající tři zemřeli buď hned po narození nebo jako děti. Johann Christoph Friedrich nedosáhl sice významu Carla Philippa Emanuela, ale zcela se vyrovnal svým bratrům Wilhelm Friedemannovi a Johannu Christianovi. Byl nazýván zpravidla prostě Friedrich, nebo také bückeburský Bach, neboť sloužil na bückeburském dvoře od roku 1750, kdy mu bylo osmnáct let, až do své smrti v roce 1795.
Základní hudební vzdělání získal od svého otce na Tomášské škole v Lipsku (Thomasschule zu Leipzig) a později od otcova bratrance Johanna Eliase Bacha. Od roku 1743 pracoval jako kopista svého otce. V roce 1748 začal studovat práva na Lipské univerzitě, ale po roce studia zanechal, neboť otec vážně onemocněl.
Koncem roku 1749 požádal hrabě Wilhelm (Schaumburg-Lippe) Johanna Sebastiana Bacha, zda by nemohl do své nově vznikající kapely na zámku v Bückeburgu (asi 60 km západně od Hannoveru) angažovat některého z jeho synů. Nemocný Bach tuto nabídku, která zaručovala jeho synovi obživu, uvítal a s doporučujícím psaním Johanna Christopha Friedricha do Bückeburgu poslal. V tamním orchestru se v roce 1750 stal cembalistou a v roce 1759 byl jmenován koncertním mistrem orchestru, ačkoliv tuto funkci prakticky již tři roky vykonával. V roce 1771 přišel do Bückeburgu jako protestantský kazatel, spisovatel a filosof Johann Gottfried Herder. Ze vzájemné spolupráce vzešlo několik úspěšných dramatických a vokálních děl. Mezi jinými to bylo např. oratorium Die Kindheit Jesu ("Dětství Ježíšovo") či kantáta Michaels Sieg ("Michaelovo vítězství").
V roce 1755 se Friedrich oženil se zpěvačkou Lucií Elisabeth Münchhusenovou (1732–1803), dcerou dvorního varhaníka Ludolfa Münchhausena. Hrabě Wilhelm se stal kmotrem jejich prvorozeného syna Wilhelma Friedricha Ernsta (1759–1845). Ten se stal rovněž hudebním skladatelem a působil jako hudební ředitel na dvoře pruského krále Fridricha Viléma II. Kromě toho se páru narodilo ještě sedm dětí, z nichž se dospělého věku dožily jen tři dcery.
Na konci 50. let začal Bach uvažovat o změně působiště. Nejdále došla jeho jednání o místě varhaníka v Altoně, kde si Bacha cenili jako mimořádného varhanního virtuóza a hráče na cembalo. Hrabě mu však přislíbil zvýšení platu na 500 zlatých rýnských, stravu, bydlení a otop zdarma a jmenování koncertním mistrem. Dokonce pohrozil, že v případě Bachova odchodu kapelu rozpustí. Této nabídce Bach neodolal a roku 1759 ji přijal. Zvažoval též, že by existenčně ohrozil své kolegy i tchána.
V roce 1777 hrabě Wilhelm zemřel. Jeho nástupce, hrabě Philipp Ernst, si ponechal Bacha ve svých službách a dále rozvíjel hudební tradici dvora. V dubnu 1778 Friedrich načas opustil Bückeburg, aby v doprovodu svého syna Wilhelma Friedricha navštívil svého bratra Johanna Christiana v Londýně. Tam měl příležitost slyšet hudbu Wolfganga Amadea Mozarta, což mělo i rozhodující vliv i na jeho další tvorbu. Pobyt se protáhl na tři měsíce; Johann Christoph si z cesty přivezl kladívkový klavír, který se od té doby stal jeho oblíbeným nástrojem.
V posledních letech se musel Bach vyrovnat s arogancí a intrikami svého designovaného nástupce, Františka Kryštofa Neubauera (asi 1760–1795). Přesto zůstal aktivním hudebníkem a skladatelem až do posledních chvil svého života. Poslední symfonii zkomponoval v roce 1794.

## Dílo
Johann Christoph Friedrich Bach komponoval symfonie, sonáty, oratoria, liturgické skladby, opery i písně. Vzhledem k tomu, že hrabě Wilhelm dával přednost italské hudbě musel i skladatel pozměnit svůj hudební styl, nicméně nezpronevěřil se hudební tradici své rodiny. V závěru života jsou jeho díla ovlivněna hudbou Haydna a Mozarta. Značná část jeho rukopisů byla bohužel ztracena během Druhé světové války při bombardování Berlína. Zkomponoval cca 40 klavírních sonát a na 90 dalších klavírních skladeb, 28 symfonií, 16 klavírních koncertů a okolo šedesáti skladeb pro komorní obsazení (tria, kvarteta apod.)

### Opery
- Brutus
- Philoktetes
- Mosis Mutter und ihre Tochter (Mojžíšova matka a její dcera)

### Oratoria
- Die Pillgrimme auf Golgatha (Poutníci na Golgotě)
- Der Tod Jesu (Ježíšova smrt)
- Die Auferstehung und Himmelfahrt Jesu (Ježíšovo zmrtvýchvstání a nanebevstoüpení)
- Die Hirten bey der Krippe Jesu (Prastýři u jesliček Ježíšových)
- Die Kindheit Jesu (Dětství Ježíšovo)
- Die Auferweckung Lazarus (Vzkříšení Lazarovo)
- Der Fremdling auf Golgotha (Cizinec na Golgotě)
- Mosis Mutter und ihre Tochter (fragment)

Kromě to komponoval jednotlivé písně, árie, kantáty a chrámové skladby. (Katalogy skladeb jsou uvedeny v seznamu literatury.)